# Olha Hruschewska

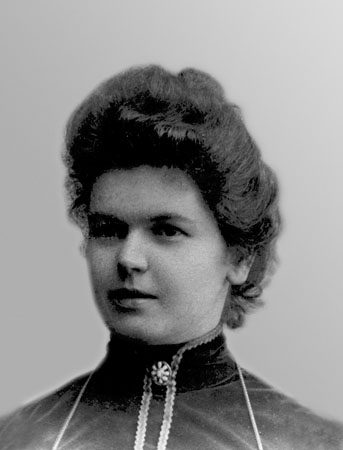
Olha Hruschewska

Olha Oleksandriwna Hruschewska (ukrainisch Ольга Олександрівна Грушевська, * 16. Januar 1878 in Schuja; † 17. Mai 1961 in Kiew) war eine sowjetisch-ukrainische Historikerin und Literaturwissenschaftlerin.

## Biografie
Sie absolvierte 1906 die Geschichtsabteilung einer Frauenhochschule in Kiew und schloss 1914 in Sankt Petersburg ein Studium der Rechtsgeschichte ab. Von 1915 bis 1917 besuchte sie Vorlesungen über Linguistik an der Kaiserlichen Universität Petrograd und über Bibliothekswissenschaft an der Russischen Akademie der Wissenschaften.
Seit 1917 lebte sie in Kiew. Von 1917 bis 1918 war sie Sekretärin des Komitees zur Gründung der Ukrainischen Universität in Kiew. Von 1919 bis 1930 war sie Mitarbeiterin der Kommission zur Zusammenstellung des historischen und geografischen ukrainischen Wörterbuchs an der Akademie der Wissenschaften der Ukraine und Organisatorin der Abteilung für Ukrainistik an der Bibliothek des Kiewer Instituts für Nationale Bildung. 1930 wurde sie infolge ideologischer Säuberungen an der Akademie der Wissenschaften von der wissenschaftlichen Arbeit suspendiert und stand unter ständiger Überwachung durch sowjetische Geheimdienste. Ab 1931 war sie Bibliothekarin im Kiewer Chemisch-Technologischen Institut.
Hruschewska erforschte das Leben und Werk Taras Schewtschenkos und die Arbeiten von Pantelejmon Kulisch und Leonid Hlibow. Außerdem verfasste sie mehrere Werke zur Geschichte Kiews im 18. Jahrhundert. Sie bewahrte das Archiv ihres Mannes Oleksandr und seines Bruders Mychajlo auf und übergab es 1956 dem Zentralen Staatsarchiv der Ukraine.